# Penstemon cyanocaulis
Espèce
Penstemon cyanocaulis  est une espèce de plantes de la famille des Plantaginacées, originaire d'Amérique du Nord. Elle est connue sous le nom de       Bluestem Beardtongue en anglais.

## Description
Cette espèce est pérenne, native du Colorado et de l’Utah et peut atteindre 60cm de haut. Les fleurs sont généralement de couleur bleue.